# Paul Verhoeven
Paul Verhoeven (Amsterdã, 18 de julho de 1938) é um renomado diretor e produtor de cinema dos Países Baixos.

## Formação acadêmica e carreira
Formou-se em Matemática e Física na Universidade de Leida e frequentou o curso de Cinema na Academia de Cinema da Holanda. Iniciou sua carreira no cinema dirigindo documentários para a Marinha dos Países Baixos e para canais de TV locais.
Verhoeven é conhecido por fazer filmes violentos ou de forte conteúdo erótico, sejam dramas ou ficção científica. Suas obras mais conhecidas são os filmes RoboCop (1987), Total Recall (1990), Starship Troopers (1997) e Basic Instinct (1992).
Foi o primeiro diretor a receber pessoalmente o prêmio Framboesa de Ouro de pior filme do ano por Showgirls. Este filme, por seu conteúdo erótico, foi muito mal recebido pela crítica, mas se tornou um cult. Ao dar entrevistas sobre por que foi receber o "prêmio", disse que era uma crítica construtiva e não uma chacota. O filme seguinte, Starship Troopers, baseado no livro homônimo de Robert A. Heinlein, também causou polêmica, com opiniões divergentes entre os fãs do escritor.

## Vida pessoal
Paul Verhoeven e mora com sua esposa em Los Angeles, nos Estados Unidos. No dia 9 de janeiro de 2025, ele, sua esposa e seus dois cachorros foram evacuados em consequencia dos incêndios florestais naquela cidade.

## Filmografia
- 1960 - Een hagedis teveel
- 1961 - Niets bijzonders
- 1962 - De lifters
- 1963 - Feest
- 1965 - Korps Mariniers
- 1968 - Portret van Anton Adriaan Mussert
- 1969 - Floris (para televisão)
- 1970 - De worstelaar
- 1971 - Wat zien ik!?
- 1973 - Turks fruit (Louca Paixão)
- 1975 - Keetje Tippel (O Amante de Kathy Tippel)
- 1977 - Soldaat van Oranje
- 1979 - Voorbij, voorbij (para televisão)
- 1980 - Spetters (Sem Controle)
- 1983 - De vierde man (O Quarto Homem)
- 1985 - Flesh & Blood (Conquista Sangrenta)
- 1987 - RoboCop (Robocop, o policial do futuro)
- 1990 - Total recall (O Vingador do Futuro [br]; Desafio Total [pt])
- 1992 - Basic Instinct (Instinto Selvagem [br]; Instinto Fatal [pt])
- 1995 - Showgirls
- 1997 - Starship Troopers (Tropas Estelares [br]; Soldados do Universo [pt])
- 2000 - Hollow Man (O Homem sem Sombra [br]; O Homem Transparente [pt])
- 2006 - Zwartboek (A Espiã [br]; Black book: Livro negro [pt])
- 2011 - Steekspel
- 2016 - Elle
- 2021 - Benedetta[7]

## Prêmios
- Ganhou o Framboesa de Ouro de Pior Diretor, por Showgirls (1995).
- Ganhou o César de melhor filme por Elle (2017).